# 아르망 살라크루
아르망 살라크루(Armand Camille Salacrou, 1899년 8월 9일~1989년 11월 23일)는 프랑스의 극작가다.
르왕에서 태어나 의학·철학·법학을 공부한 후 극작에 뜻을 두고 단막물을 발표했으나 상연되지 못하였다. 1925년 뤼네 포에 의한 <세계일주>, 1931년 뒤랭에 의한 <아틀라스 호텔> 등 초현실주의적인 수법의 희곡 상연으로 이름이 알려졌고, 그 후 1935년에 <아라스의 미지의 여인>, 1938년의 <지구는 둥글다>로 성공했다. 제2차 세계대전 중에는 침묵을 지켰고 전후에는 현실적인 작풍(作風)으로 기울어졌으며, <노여움의 밤> <르 놔르 군도> <신은 알고 있었다> 등 사회적·정치적 제재를 취급하였다.

## 참고 문헌
- 이 문서에는 다음커뮤니케이션(현 카카오)에서 GFDL 또는 CC-SA 라이선스로 배포한 글로벌 세계대백과사전의 내용을 기초로 작성된 글이 포함되어 있습니다.